# Pretty Guardian Sailor Moon: Act Zero
Pretty Guardian Sailor Moon: Act Zero (Bishôjo Senshi Sailor Moon: Act Zero) est le dernier épisode de la série Pretty Guardian Sailor Moon à avoir été tourné, mais également un épisode dont l'histoire se situe avant le premier acte. Sa durée est d'une demi-heure.

## Synopsis
C'est la nuit de Noël. L'idole populaire Aino Minako est toute seule, allumant une bougie et regardant vers le ciel, lorsque soudainement un chat blanc en peluche lui tombe sur le visage. Le jouet se présente comme étant Artémis. Ce dernier transforme Aino en défendeur de la justice. Sailor V. Aino utilise ses pouvoirs afin de contrecarrer les plans d'un voleur de bijoux surnommé Cutie Kenko.
Durant six mois, de nombreux vols dans les magasins de bijoux se produisent et lorsque Sailor V fait son apparition lors des braquages, les médias en parlent toujours. Un jour, Usagi Tsukino et ses amies décident de s'habiller dans leur propre tenue de Sailor faite maison, afin de protéger le magasin de bijoux appartenant à la mère de Naru et d'en effrayer les voleurs. La nuit venue, la confrontation entre les voleurs et les fausses Sailor commence...

## Distribution
- Miyuu Sawai : Usagi Tsukino
- Chisaki Hama : Ami Mizuno
- Keiko Kitagawa : Rei Hino
- Miyuu Azama : Makoto Kino
- Ayaka Komatsu : Minako Aino / Sailor V
- Jyoji Shibue : Mamoru Chiba / Tuxedo Kamen
- Izam : Cutie Kenko
- Jun Masuo : Hanako
- Hiroyuki Matsumoto : Akai
- Yoshito Endou : Shiroi
- Akira Kubodera : Kuroi
- Masaya Kikawada : Furuhata Motoki
- Kappei Yamaguchi : Artemis (voix)
- Keiko Han : Luna (voix)
- Cheiko Kawabe : Osaka Naru
- Kaori Moriwaka : Ikuko Tsukino
- Naoki Takeshi : Shingo Tsukino

## Fiche technique
- Production : Toei Co. Ltd., Toei Agency, CAZBE
- Publicité/Agence de Marketing : Dentsu
- Producteurs : Okazaki Takeshi (CBC), Takezawa Toshiyuki (CAZBE), Yada Kouichi (Toei Agency), Sakata Yuuma (Dentsu), Shirakura Shin'ichiro (Toei), Maruyama Shin'ya (Toei)
- Histoire originale : Takeuchi Naoko
- Script: Kobayashi Kiyoko
- Superviseur : Tasaki Ryuuta
- Sortie japonaise : 2005

### Films
- 2004 : Pretty Guardian Sailor Moon: Act Special, de Ryuta Tazaki
- 2003-2004 : Pretty Guardian Sailor Moon, de Ryuta Tazaki